# Marattia grantii
Marattia grantii là một loài dương xỉ trong họ Marattiaceae. Loài này được Copel. mô tả khoa học đầu tiên năm 1932.
Danh pháp khoa học của loài này chưa được làm sáng tỏ. 